# Kvemo Birtsja
Kvemo Birtsja (en georgiano: ქვემო ბირცხა; en abjasio: Аладаҭәы Бырцхә) es una aldea que pertenece a la parcialmente reconocida República de Abjasia, parte del distrito de Sujumi, aunque de iure pertenece al municipio de Sojumi de la República Autónoma de Abjasia de Georgia.

## Toponimia
Anteriormente, la aldea era conocida como Bursi (en georgiano: ბურსი).

## Geografía
Kvemo Birtsja se encuentra a orillas del río Besleti, a 8 km de Sujumi. La aldea se administra desde el pueblo de Besleti.   

## Demografía
La evolución demográfica de Kvemo Birtsja entre 1959 y 1989 fue la siguiente:
| 1348                                                | 1561 |
| (Fuente: Population of Abkhazia since Soviet times) |      |

Antes de la guerra de Abjasia, la mayoría de la población local eran georgianos.